# Trichopria nigricornis
Trichopria nigricornis är en stekelart som först beskrevs av Marshall 1868.  Trichopria nigricornis ingår i släktet Trichopria, och familjen hyllhornsteklar. Arten är reproducerande i Sverige.